# Ashiya, Fukuoka

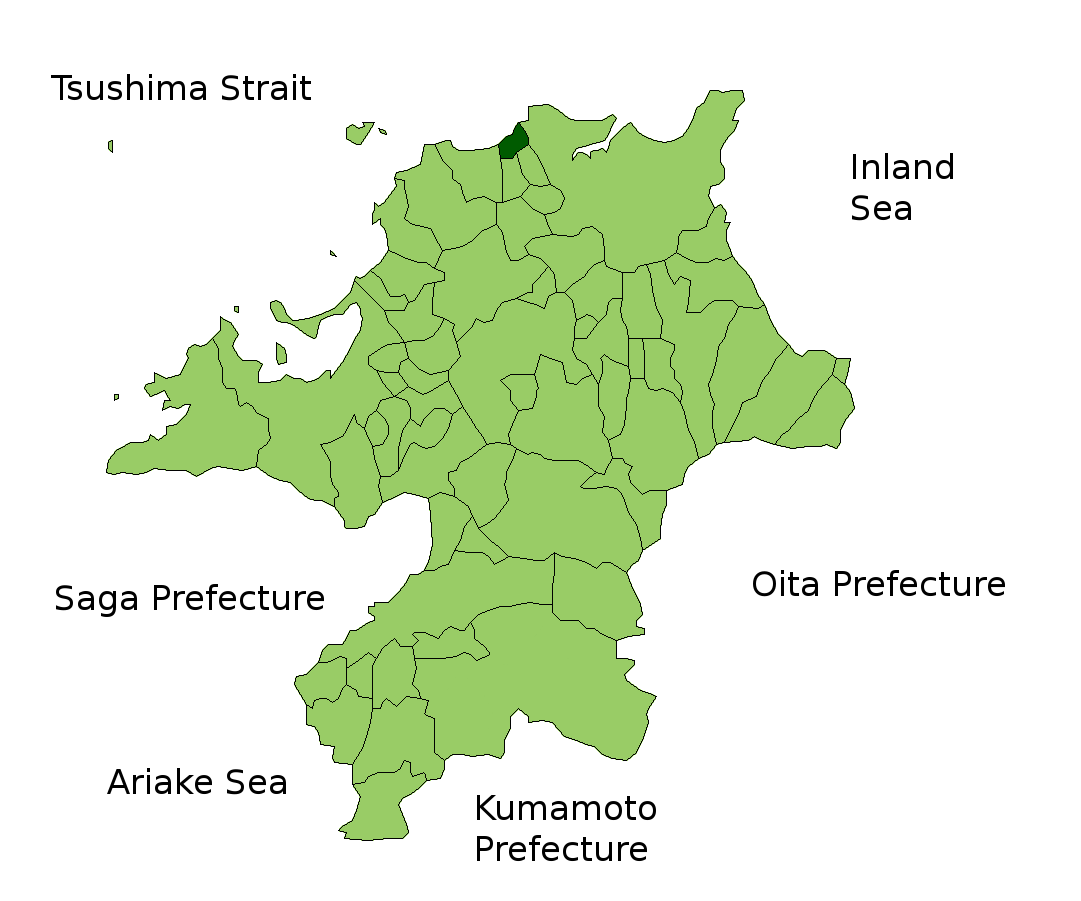

Ashiya (芦屋町 Ashiya-machi?) este un oraș în Japonia, în districtul Onga al prefecturii Fukuoka.